# Elizabeth Farren

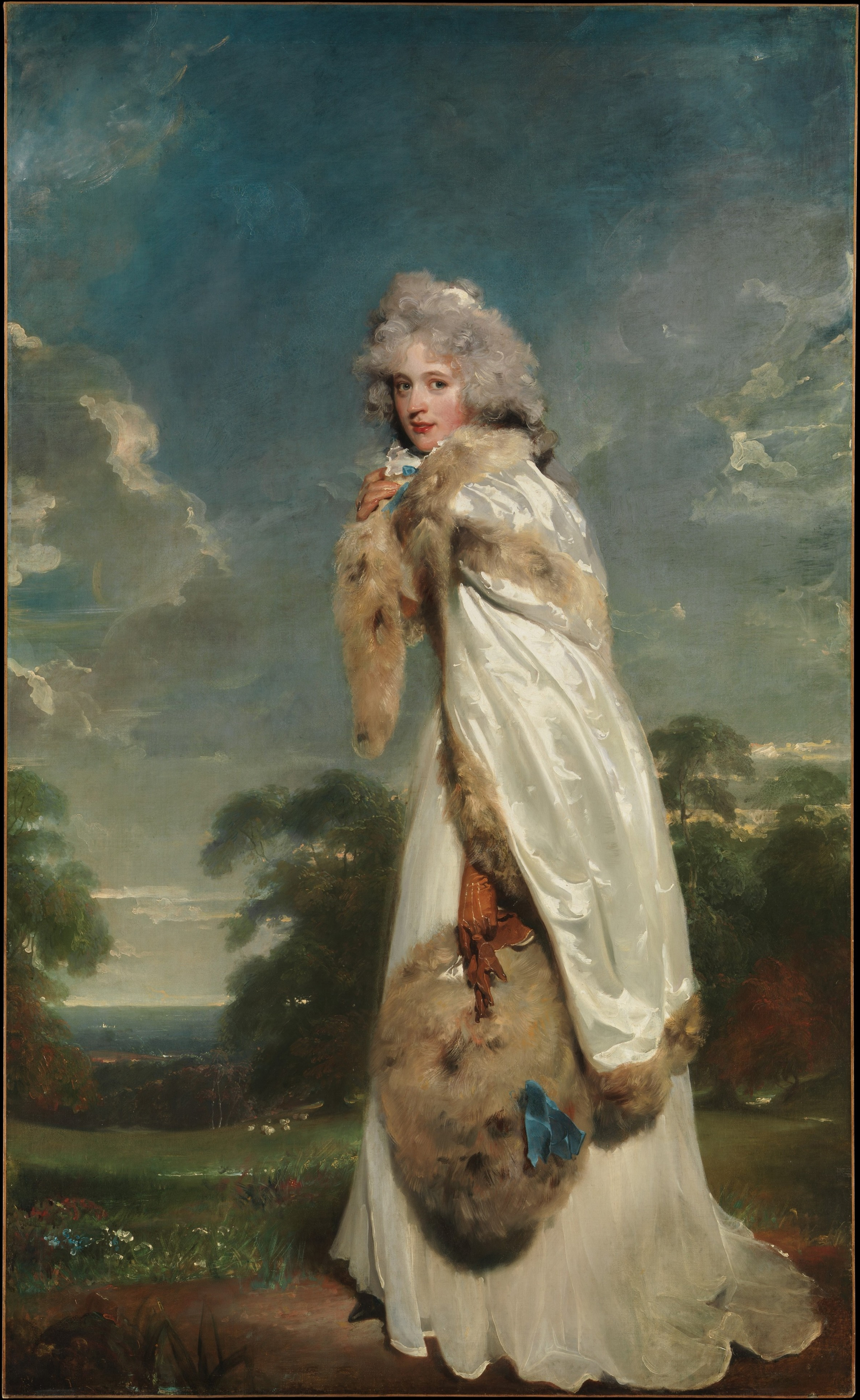
Elizabeth Farren von Thomas Lawrence (vor 1791)

Elizabeth Farren, Countess of Derby (* um 1759 in Cork; † 23. April 1829, Lancashire) war eine irische Schauspielerin.

## Leben
Elizabeth „Eliza“ Farren war die Tochter des irischen Chirurgen und Apothekers George Farren aus Cork. Aufgrund seiner Trinkgewohnheiten starb er jung. Seine Witwe ging zurück in ihre Heimatstadt Liverpool. Um sich und ihre Töchter zu versorgen, arbeitete sie als Schauspielerin. Elizabeth stand schon in jungen Jahren auf der Bühne, das erste Mal 1774 zusammen mit ihrer Mutter und ihren Schwestern in Wakefield, sie spielte und sang Colombina. Im Alter von 15 Jahren agierte sie in Love in a Village als Rosetta. Ihre bekannteste Rolle wurde Lady Townly in The Provoked Husband von Colley Cibber.
Durch ihren Manager in Liverpool kam sie an ein Engagement in London unter George Coleman. Am 9. Juni 1777 hatte sie ihren ersten Auftritt als Miss Hardcastle im Theatre Royal Haymarket. Ihr Schauspiel wurde positiv wahrgenommen. Sie wurde als Maria in Citizen von Murphy und in Bon Ton von Garricks besetzt. Daraufhin gab ihr Coleman die Rolle als Rosina in seiner Adaption von Der Barbier von Sevilla von Pierre Augustin Caron de Beaumarchais. In diesem Stück trat sie auch im Nachspiel auf.
Ebenfalls unter Coleman spielte sie Nancy Lovel in Suicide, zum ersten Mal am 11. Juli 1778. Für die Rolle war ihre Statur allerdings ungeeignet, und sie wurde Opfer der Satire von Charles James Fox, der sie zuvor verehrt hatte. Ihr Schauspieltalent konnte sie erneut als Lady Townly in Provoked Husband unter Beweis stellen, ebenso in Provoked Wife als Lady Fanciful. Im September 1778 trat sie zum ersten Mal im Theatre Royal Drury Lane, als Charlotte Rusport in West Indian, auf. Am 15. Oktober 1778 agierte Farren als Lady Sash im Camp an der Drury Lane. Sie trat in der Folgezeit immer wieder in beiden Theatern auf, tourte aber auch gelegentlich durchs Land und spielte öfter am Royal Opera House in Covent Garden.
In Colemans Separate Maintenance spielte Farren am 31. August 1779 Mrs. Sullen. Etwa ein Jahr später war sie am Haymarket Theater als Cecilia in Harriet Lees Chapter of Accidents zu sehen. 1782 verließ die bisher bekannteste Schauspielerin Frances Abington das Drury Lane Theater, Farren wurde ihre Nachfolgerin und für ihre Leistungen gefeiert. In den Theatern der Drury Lane und am Haymarket trat sie bis zu ihrem Rücktritt regelmäßig auf.
Farren hatte über 100 Rollen in ihrem Repertoire, außerdem kreierte sie selbst ein paar Charaktere. Sie agierte als Heldin in vielen verschiedenen Komödien und Dramen. Farren hatte nie ernst zu nehmende Konkurrentinnen außer Frances Abington, mit der sie oft verglichen wurde. Sie hatte eine zarte Statur, ihr Gesicht war ausdrucksstark und lebhaft, dazu hatte sie blaue Augen und eine kultivierte Stimme.
Das letzte Mal auf der Bühne stand sie am 8. April 1797, sie spielte Lady Teazle in The School for Scandal. Ihr Auftritt fand großes Interesse und viel Publikum. Nachdem Farren ihre Darstellung beendet hatte, brach sie in Tränen aus.
Am 1. Mai desselben Jahres heiratete sie Edward Smith-Stanley, 12. Earl of Derby. Dessen erste Frau war erst im März zuvor gestorben. Mit ihm hatte sie zwei Töchter und einen Sohn. Vor ihrem Ehemann hatte Farren kaum eine nennenswerte Beziehung geführt, die einzig bekannte war mit John Palmer, die allerdings von kurzer Dauer war.
Berichten zufolge behandelte Lord Derby seine Ehefrau mit viel Respekt und führte sie in seine gesellschaftlichen Kreise ein, so dass sie schnell Freundschaften schloss. Im Haus des Dukes of Richmond leitete sie eine Reihe von Amateurvorstellungen.
Farren starb am 23. April 1829 im englischen Lancashire. Ihr Ehemann starb im Oktober 1834.
Es gibt Gerüchte über eine angebliche lesbische Beziehung zur englischen Bildhauerin Anne Seymour Damer. 2004 erschien von der irisch-stämmigen kanadischen Schriftstellerin Emma Donoghue der Roman Life Mask. Die drei Hauptcharaktere in ihrem vierten Roman sind Anne Seymour Damer, Eliza Farren und ihr Ehemann Edward Smith-Stanley, 12. Earl of Derby.